# Brittiska tennisförbundet
Brittiska tennisförbundet (British Lawn Tennis Association), med huvudkontor i Roehampton, London, England, bildades 1888. Organisationens förste president var William Renshaw. Tanken med organisationen var att främja intresset för den nya sporten tennis och verka för bildandet av tennisklubbar inom Storbritannien och Irland. En av den nybildade organisationens första uppgifter var att ta över ansvaret för administrationen av Wimbledonmästerskapen från All England Club som kvarstod som organisatör. Detta samarbete kring Wimbledonmästerskapen fortgår ännu i dag. 